# マイナセキュリティ
マイナセキュリティは、アカウンティング・サース・ジャパン株式会社の開発・提供する税理士向けクラウド税務・会計・給与システムA-SaaS（エーサース）上で利用されるマイナンバーを収集・保管するサービスである。

## 概要
2015年8月、サービス提供開始。日本のマイナンバー制度施行に合わせ税理士向けに開発される。収集されるマイナンバーはクラウド上に保管され、A-SaaSと共に利用することで、収集から税務申告までクラウド上で全て完結することができるのを特徴としている。